# كرية بيضاء لا محببة

الخلية البيضاء غير المحببة أو خلايا غير محببة (بالإنجليزية: Agranulocyte)‏ هو أحد التقسيمات الرئيسية لكريات الدم البيضاء وسمي بهذا الاسم لخلوه من الحبيبات الدقيقة في سائل السيتوبلازم على عكس الخلايا البيضاء المحببة وتضم:
1. الخلايا الليمفية.[3][4]
2. الخلايا الوحيدة.